# Georg Peter Weimar

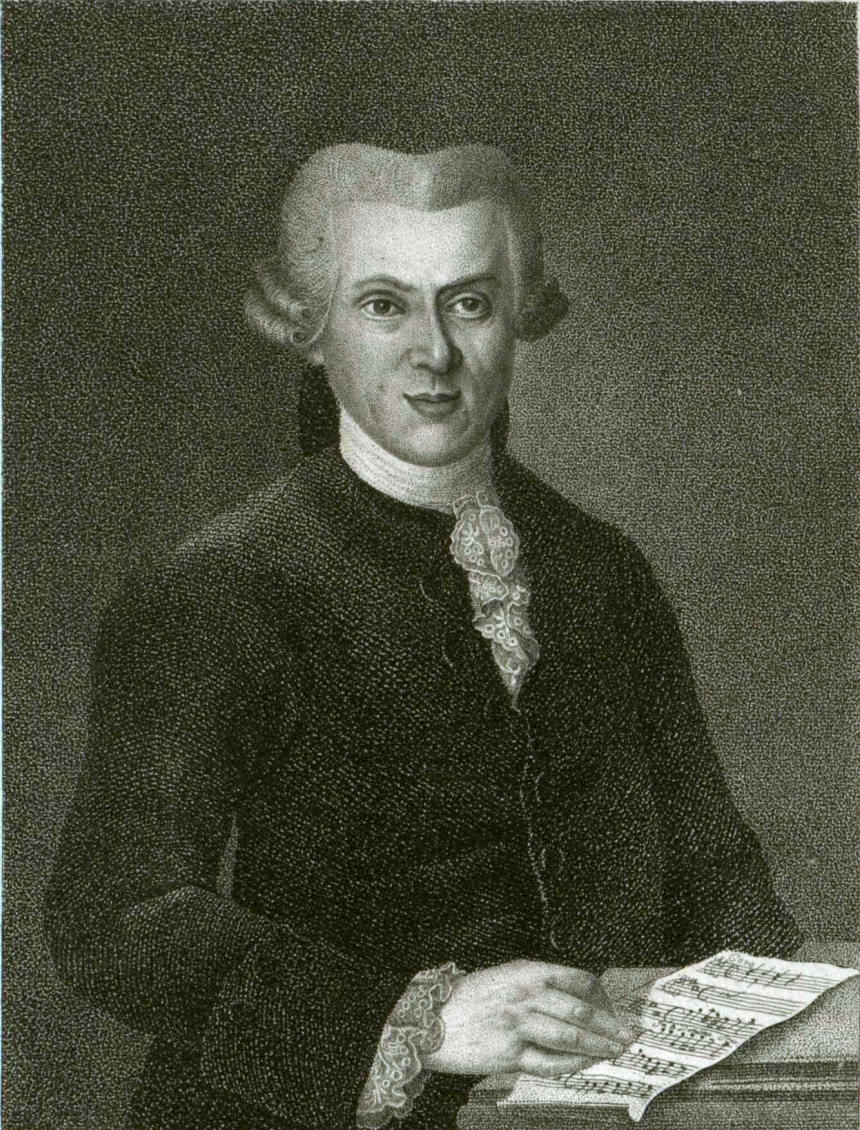
Georg Peter Weimar, nach einem Gemälde von Johann Heinrich Schröder

Georg Peter Weimar (* 17. Dezember 1734 in Stotternheim; † 19. Dezember 1800 in Erfurt) war ein deutscher Kantor und Komponist. 

## Leben
Weimar besuchte ab 1752 das Gymnasium in Erfurt, wo Jakob Adlung sein Musiklehrer wurde. 1758 erhielt er in Zerbst die Stelle eines Kammermusikus und Hofkantors und machte dort Bekanntschaft mit Carl Friedrich Christian Fasch. 
1763 erhielt Weimar einen Ruf als Kantor an die Kaufmannskirche in Erfurt, wurde 1774 Musikdirektor daselbst und erhielt 1776 den Titel eines Musikmeisters. Am Ratsgymnasium verantwortete er den Gesangunterricht. Nach einem Unfall 1799 war er bis zu seinem Tod ans Bett gefesselt. 
Weimar bildete in Erfurt den Mittelpunkt des musikalischen Lebens. Er hinterließ mehrere geistliche Motetten und Kantaten.